# Impédance caractéristique du vide
L'impédance caractéristique du vide est une constante physique, liant les amplitudes des champs électrique et magnétique se propageant dans un espace libre. Elle est notée par {\displaystyle Z_{0}}.

## Définition
L'impédance caractéristique du vide est définie par :
{\displaystyle Z_{0}=\mu _{0}c={\sqrt {\frac {\mu _{0}}{\varepsilon _{0}}}}}
où :
- {\displaystyle \mu _{0}=4\pi 10^{-7}\;{\rm {kg\cdot m\cdot A^{-2}\cdot s^{-2}}}} est la perméabilité magnétique du vide ou constante magnétique
- {\displaystyle c=299792458\;{\rm {m/s}}} est la vitesse de la lumière dans le vide.
- {\displaystyle \varepsilon _{0}={\frac {1}{\mu _{0}c^{2}}}} est la permittivité du vide

Dans le système du SI, sa valeur est égale à :
{\displaystyle Z_{0}=(119{,}916\,983\,2\times \pi )\;\Omega \approx 376{,}730\;\Omega }.
Avant le 20 mai 2019, le coefficient 119,9169832 était une valeur exacte parce que c et {\displaystyle \mu _{0}} avaient des valeurs fixes, définissant le mètre à partir de la seconde et l'ampère à partir du kilogramme, du mètre et de la seconde.
Depuis le 20 mai 2019, seule c a une valeur exacte, la valeur de la perméabilité magnétique du vide {\displaystyle \mu _{0}} a une marge d'erreur expérimentale car la définition de l'ampère est dorénavant liée à la définition de la charge élémentaire e qui a été choisie comme exacte.

## Interprétation physique
Pour un mode de propagation TEM (Transverse Électromagnétique) d'une ligne de transmission, le rapport tension/courant est constant. On nomme ce rapport impédance caractéristique de la ligne pour ce mode.
Les modes propres de propagation des ondes électromagnétiques dans un milieu isotrope homogène sont les ondes planes.
Ce sont des modes TEM : le champ électrique E est partout perpendiculaire au champ magnétique H et le rapport E/H est constant. On nomme ce rapport impédance caractéristique du matériau. Dans le cas du vide, ce rapport vaut {\displaystyle Z_{0}}. Dans le cas d'un matériau de permittivité relative {\displaystyle \varepsilon _{r}} et de perméabilité relative {\displaystyle \mu _{r}}, ce rapport vaut {\displaystyle {\sqrt {\frac {\mu _{r}}{\varepsilon _{r}}}}Z_{0}}.